# Encentrum axi
Encentrum axi är en hjuldjursart som beskrevs av Tzschaschel 1979. Encentrum axi ingår i släktet Encentrum och familjen Dicranophoridae. Inga underarter finns listade i Catalogue of Life.